# Cheever Racing
Cheever Racing foi uma equipe de corridas automobilísticas fundada em 1996 pelo piloto Eddie Cheever. Disputou 10 temporadas da Indy Racing League entre 1996-97 e 2006.
Seu auge foi entre os campeonatos de 1996-97 e 2002, vencendo 6 provas - destaque para as 500 Milhas de Indianápolis de 1998, com o próprio Eddie Cheever, que obteve outras 4 vitórias. O outro piloto que chegou em primeiro lugar pela equipe foi o sul-africano Tomas Scheckter, em 2002. Entre 2003 e 2005, Eddie exerceria apenas o comando técnico do time, voltando em 2006. - sem o patrocínio da Red Bull. Aos 48 anos de idade, o experiente piloto disputou 7 provas. antes de retirar sua equipe após o GP do Kansas por falta de patrocínio.
Além da IRL, a Cheever Racing disputou também a Indy Pro Series (atual Indy Lights) entre 2006 e 2007, tendo como pilotos Chris Festa e Richard Antinucci (sobrinho de Eddie Cheever). A última participação do time em um campeonato de automobilismo foi na Grand-Am, competindo até 2008, quando encerrou definitivamente suas atividades.

## Pilotos

### IRL IndyCar Series
- Alex Barron (2003–2005)
- Ed Carpenter (2004)
- Patrick Carpentier (2005)
- Eddie Cheever (1996–2002, 2006)
- Tomáš Enge (2006)
- Wim Eyckmans (1999)
- Scott Goodyear (2001)
- Robby McGehee (2002)
- Max Papis (2002, 2006)
- Buddy Rice (2002–2003)
- Tomas Scheckter (2002)
- Robby Unser (1998)
- Jeff Ward (1997)

### Indy Pro Series
- Richard Antinucci (2007)
- Chris Festa (2006)

### Grand Am
- Fabio Babini (2008)
- Matteo Bobbi (2008)
- Harrison Brix (2007)
- Patrick Carpentier (2006)
- Eddie Cheever (2006–2007)
- Emmanuel Collard (2007)
- Thomas Erdos (2007–2008)
- Christian Fittipaldi (2006–2008)
- Antonio García (2008)
- Stefan Johansson (2006)
- Tom Kimber-Smith (2008)
- Lucas Luhr (2006)
- Sascha Maassen (2007)
- Scott Mayer(2008)
- Mike Newton (2007–2008)
- Hoover Orsi (2006)
- Stéphane Ortelli (2008)
- Brent Sherman (2008)